# Jirkov
Pour l’article homonyme, voir Iouri Jirkov.
Jirkov (en allemand : Görkau) est une ville du district de Chomutov, dans la région d'Ústí nad Labem, en Tchéquie. Sa population s'élevait à 19 305 habitants en 2023.

## Géographie
Bien que Jirkov soit géographiquement proche de la frontière avec l'Allemagne, la présence de collines le long de la frontière entrave les déplacements terrestres vers l'Allemagne.
Jirkov se trouve à 5 km au nord-est du centre de Chomutov, à 47 km au sud-ouest d'Ústí nad Labem et à 85 km au nord-ouest de Prague.
La commune est limitée par Boleboř au nord, par Vysoká Pec et Vrskmaň à l'est, par Otvice et Chomutov au sud, et par Blatno à l'ouest.

## Histoire
La ville a été fondée en 1296, sous le règne d'Ottokar II de Bohême.

## Population
Recensements (*) ou estimations de la population :
| 1869* | 1880* | 1890* | 1900* | 1910* | 1921* |
| ----- | ----- | ----- | ----- | ----- | ----- |
| 3 141 | 3 531 | 3 977 | 4 611 | 4 780 | 4 789 |

| 1930* | 1950* | 1961* | 1970*  | 1980*  | 1991*  |
| ----- | ----- | ----- | ------ | ------ | ------ |
| 6 330 | 4 947 | 8 815 | 10 248 | 11 522 | 17 887 |

| 2001*  | 2011*  | 2014   | 2015   | 2016   | 2017   |
| ------ | ------ | ------ | ------ | ------ | ------ |
| 20 065 | 20 717 | 20 029 | 19 929 | 19 835 | 19 595 |

| 2018   | 2019   | 2020   | 2021*  | 2022   | 2023   |
| ------ | ------ | ------ | ------ | ------ | ------ |
| 19 466 | 19 299 | 19 241 | 19 461 | 18 945 | 19 305 |

## Administration
La commune se compose de quatre sections :
- Březenec
- Červený Hrádek
- Jindřišská (comprend le hameau de Vinařice)
- Jirkov

## Transports
Par la route, Jirkov se trouve à 7 km de Chomutov, à 60 km d'Ústí nad Labem et à 107 km de Prague.

## Jumelages
La ville de Jirkov est jumelée avec :
- Bátonyterenye (Hongrie)
- Brand-Erbisdorf (Allemagne)
- Šentjur (Slovénie)